# Diskografie Roberta Planta
Toto je diskografie anglického zpěváka Roberta Planta. Ten v letech 1968 až 1980 působil ve skupině Led Zeppelin, s níž nahrál celkem devět studiových alb. Později se vydal na sólovou dráhu. I po rozpadu kapely spolupracoval s jejím kytaristou Jimmym Pagem (nahráli spolu například album Walking into Clarksdale). Vedle sólových alb vydal také například album se zpěvačkou Alison Krauss. Dále například zpíval doprovodné vokály na albech Primal Scream (More Light) či Patty Griffin (American Kid).

## Alba

### Studiová alba
| Rok  | Podrobnosti                                                                                      | Umístění | Umístění | Umístění | Umístění | Umístění | Umístění | Umístění | Certifikace                                |
| Rok  | Podrobnosti                                                                                      | UK       | US       | AUS      | SWI      | SWE      | NOR      | NZ       | Certifikace                                |
| ---- | ------------------------------------------------------------------------------------------------ | -------- | -------- | -------- | -------- | -------- | -------- | -------- | ------------------------------------------ |
| 1982 | Pictures at Eleven - Datum vydání: 28. června 1982 - Vydavatelství: Swan Song Records            | 2        | 5        | 6        | —        | 32       | 17       | 16       | - UK: Stříbro - US: Platina - CAN: Platina |
| 1983 | The Principle of Moments - Datum vydání: 11. července 1983 - Vydavatelství: Es Paranza           | 7        | 8        | 10       | —        | 41       | —        | 1        | - UK: Zlato - US: Platina                  |
| 1985 | Shaken 'n' Stirred - Datum vydání: 20. května 1985 - Vydavatelství: Es Paranza                   | 19       | 20       | 28       | —        | 33       | —        | 31       | - US: Zlato                                |
| 1988 | Now and Zen - Datum vydání: 29. února 1988 - Vydavatelství: Es Paranza                           | 10       | 6        | 27       | —        | 18       | 12       | 7        | - UK: Zlato - US: 3× Platina               |
| 1990 | Manic Nirvana - Datum vydání: 19. března 1990 - Vydavatelství: Es Paranza                        | 15       | 12       | 26       | —        | —        | —        | 24       | - UK: Stříbro - US: Zlato - CAN: Platina   |
| 1993 | Fate of Nations - Datum vydání: 25. května 1993 - Vydavatelství: Es Paranza                      | 6        | 34       | 37       | 32       | 19       | —        | 10       | - UK: Stříbro - US: Zlato - CAN: Zlato     |
| 2002 | Dreamland - Datum vydání: 16. července 2002 - Vydavatelství: Mercury Records                     | 20       | 40       | —        | 74       | 52       | 26       | —        |                                            |
| 2005 | Mighty ReArranger - Datum vydání: 25. dubna 2005 - Vydavatelství: Sanctuary Records              | 4        | 22       | 51       | 47       | 13       | 10       | 27       | - UK: Stříbro                              |
| 2010 | Band of Joy - Datum vydání: 14. září 2010 - Vydavatelství: Rounder Records                       | 3        | 5        | 18       | —        | 6        | 2        | —        | - UK: Zlato - NOR: Zlato                   |
| 2014 | Lullaby and... The Ceaseless Roar - Datum vydání: 9. září 2014 - Vydavatelství: Nonesuch Records | 2        | 10       | 22       | 6        | 6        | 2        | 7        | - UK: Stříbro                              |
| 2017 | Carry Fire - Datum vydání: 13. října 2017 - Vydavatelství: Nonesuch Records                      | —        | —        | —        | —        | —        | —        | —        |                                            |

### Spolupráce
| 1984                                        | The Honeydrippers: Volume One - se skupinou The Honeydrippers - Datum vydání: 14. listopadu 1984 - Vydavatelství: Es Paranza/Atlantic Records | 56 | 4 | —  | —  | —  | —  | —  | - US: Platina                               |
| 1994                                        | No Quarter - s Jimmym Pagem - Datum vydání: 14. října 1994 - Vydavatelství: Atlantic Records                                                  | 7  | 4 | 2  | 16 | 10 | —  | 13 | - UK: Zlato - US: Platina - CAN: 2× Platina |
| 1998                                        | Walking into Clarksdale - s Jimmym Pagem - Datum vydání: 21. dubna 1998 - Vydavatelství: Atlantic Records                                     | 3  | 8 | —  | —  | —  | 13 | 11 | - US: Zlato - UK: Stříbro                   |
| 2007                                        | Raising Sand - s Alison Krauss - Datum vydání: 23. října 2007 - Vydavatelství: Rounder Records                                                | 2  | 2 | 45 | 33 | 2  | 1  | 3  | - UK: Platina - US: Platina - CAN: Platina  |
| „—“ v daném žebříčku se nahrávka neumístila | |    |   |    |    |    |    |    |                                             |

### Kompilace
| 2003                                        | Sixty Six to Timbuktu - Datum vydání: 4. listopadu 2003 - Vydavatelství: Atlantic                  | 27 | 134 | — | — | — | — | — | UK: Stříbro |
| 2006                                        | Nine Lives (box set) - Datum vydání: 21. listopadu 2006 - Vydavatelství: Es Paranza/Rhino/Atlantic | —  | —   | — | — | — | — | — | —           |
| „—“ v daném žebříčku se nahrávka neumístila | |    |     |   |   |   |   |   |             |